# Schurkenstaat
Een schurkenstaat (vertaling van het Engelse rogue state) is een pejoratieve term die gebruikt wordt om een land te beschrijven dat zich buiten internationale verdragen stelt en zich in de internationale politiek 'onfatsoenlijk' gedraagt. De meeste schurkenstaten zijn dictaturen. De term heeft aan populariteit gewonnen sinds de terroristische aanslagen op 11 september 2001.
De term wordt sinds medio 1979 gebruikt door met name de Verenigde Staten, als onderdeel van haar buitenlands beleid. Henry Kissinger schreef in 1982 in Newsweek dat de Sovjet-Unie wapens leverde aan "the rogue state of Libya", waarmee hij uiteen zette dat de Sovjet-Unie steeds meer corrupte regimes in de wereld steunde. De term wordt het meest gebruikt door de regering van de Verenigde Staten, die hiermee landen aanduidt die zich bezondigen aan onder andere terrorisme, mensenrechtenschendingen, de internationale rechtsorde negeren of massavernietigingswapens bezitten. Voorbeelden van zulke landen zijn of waren Iran, Noord-Korea, Venezuela, Cuba, Nicaragua, Soedan, Afghanistan onder de Taliban, Irak onder Saddam Hoessein, Libië onder Moammar al-Qadhafi, en Syrië onder Basjar al-Assad.